# Jordan Belfort
Jordan Belfort, född 9 juli 1962 i Bronx i New York, är en amerikansk föreläsare och före detta aktiemäklare, grundare till aktiemäklarfirman Stratton Oakmont. Belfort dömdes år 1998 till 22 månaders fängelse för investeringsbedrägeri och penningtvätt. Historien om hans uppgång och fall i finansvärlden ligger till grund för filmen The Wolf of Wall Street från 2013, regisserad av Martin Scorsese.

## Uppväxt
Belfort föddes i Bronx, men växte upp i Queens. Båda hans föräldrar arbetade som revisorer.

## Karriär
Belfort startade sin karriär i aktiebranschen på LF Rotschild, men efter Svarta måndagen 1987 gick firman under. Han startade då eget, Stratton Oakmont. Strategin på Stratton Oakmont gick ut på att mäklarna drev upp kurserna i små börsbolag, som Belfort sedan sålde ut sina aktier i. Strategin kallas "pump and dump".
Belfort levde ett lyxliv; till exempel tjänade han vid ett tillfälle 12 miljoner dollar bara på tre minuter. Han utvecklade ett drogberoende och festade vilt med prostituerade. Belfort hade herrgårdar, exklusiva sportbilar och privatflygplan i överflöd. Han ägde också en yacht som en gång tillhört Coco Chanel, en yacht som han, hög på kokain, sänkte i Medelhavet. Ingen ombord kom dock till skada. De anställda på Stratton Oakmont uppmuntrades också till ett leverne liknande Belforts; droger och sprit flödade på kontoret och prostituerade och strippor var flitiga gäster.

## Dom
Till slut hade FBI samlat på sig tillräckligt mycket bevis för att kunna fälla Belfort för ekonomisk brottslighet, och 1998 dömdes Belfort till 22 månaders fängelse samt böter på 110,4 miljoner dollar till de investerare som lurats och förlorat pengar på hans affärer. I januari 2014 hade Belfort betalat av 11,6 miljoner dollar av sin skuld. Efter att ha avtjänat fängelsedomen började Belfort arbeta som föreläsare. 

## The Wolf of Wall Street
Under fängelsetiden på Taft Correctional Institution började Belfort, på uppmaning av cellkamraten Tommy Chong, att skriva sin självbiografi, The Wolf of Wall Street. Boken ligger till grund för filmen med samma namn som hade premiär i december 2013, regisserad av Martin Scorsese och med Leonardo DiCaprio i huvudrollen som Jordan Belfort.